# De Dankbaarheid (molen)
De Dankbaarheid is een korenmolen in Herkingen, in de Nederlandse provincie Zuid-Holland. 

## Geschiedenis
De grondzeiler is in 1841 gebouwd. Tot 1960 is er in De Dankbaarheid op professionele basis graan gemalen; daarna raakte de molen in verval. Daarna is de molen als weekeindhuisje ingericht en is een deel van het binnenwerk verwijderd. 
In 1971 werd de molen voorzien van een nieuwe kap en roeden. 
Sinds 1990 is De Dankbaarheid eigendom van de Molenstichting Goeree-Overflakkee, die de molen in 1996/97 draaivaardig heeft laten restaureren. In 2000 is De Dankbaarheid maalvaardig gemaakt. 
In de molen bevinden zich een koppel maalstenen, waarmee op vrijwillige basis wordt gemalen. De molen is vrijwel iedere zaterdag te bezichtigen. De molenaar is Jan van Damme.

## Afbeeldingen

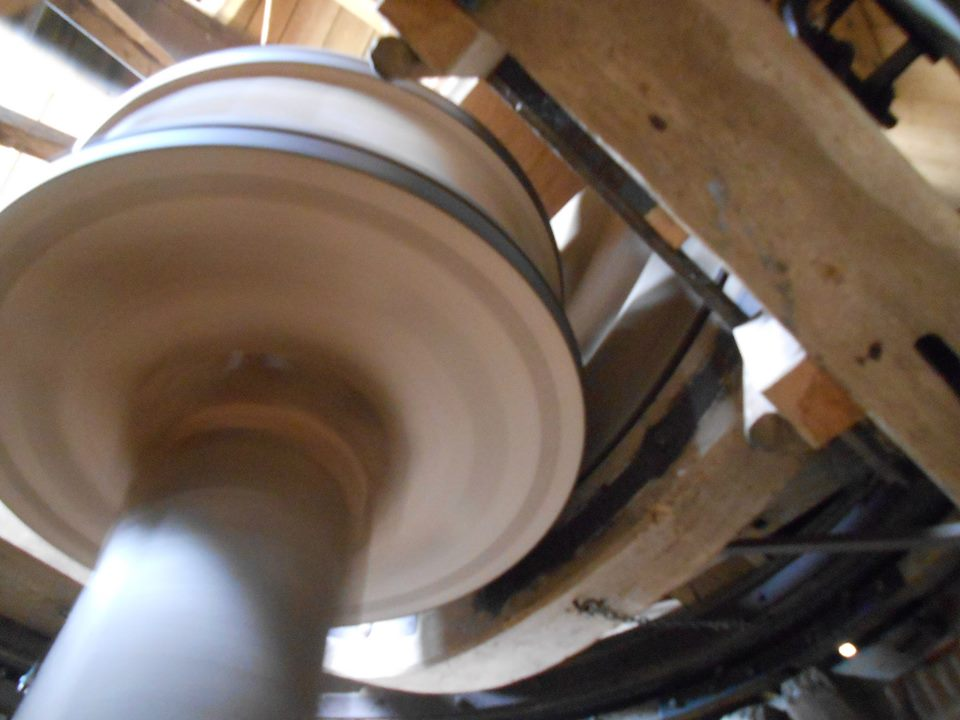
In de kap van de Dankbaarheid
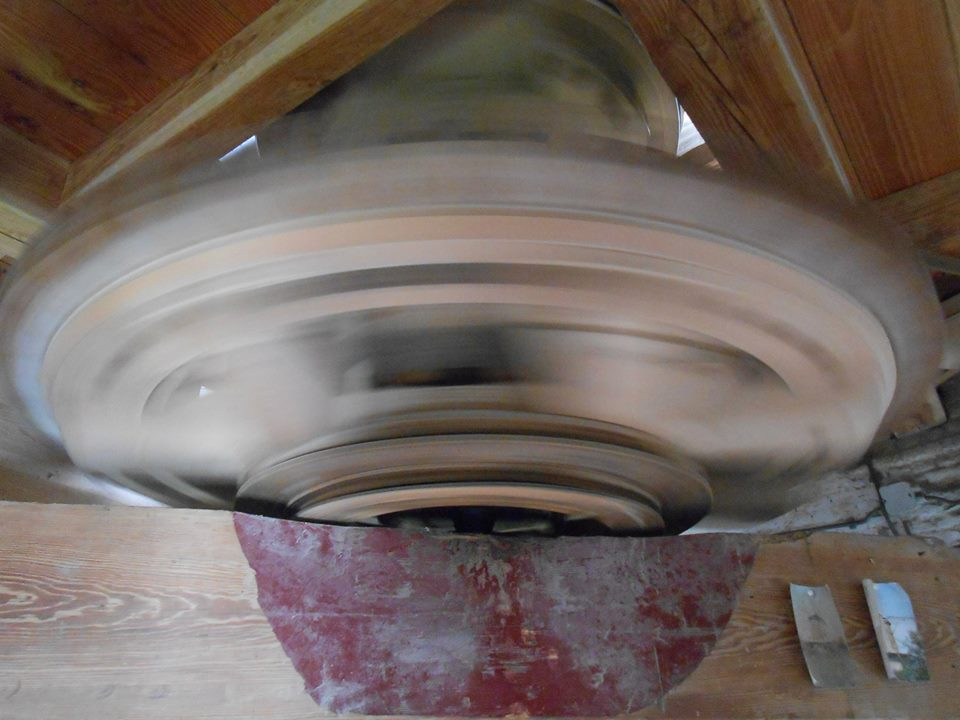
Het spoorwiel